# Mongolië op de Olympische Winterspelen 1980
Tijdens de Olympische Winterspelen van 1980, die in Lake Placid (Verenigde Staten) werden gehouden, nam Mongolië voor de vierde keer deel.

## Deelnemers en resultaten

### Langlaufen
| Olympiër           | Discipline | Resultaat | Prestatie              |
| ------------------ | ---------- | --------- | ---------------------- |
| Luvsandasjiin Dorj | 15 km (m)  | 48e       | 48.05,78 (+6.08,15)    |
| Luvsandasjiin Dorj | 30 km (m)  | 52e       | 1:53.52,24 (+26.49,44) |
| Luvsandasjiin Dorj | 50 km (m)  | 36e       | 2:48.22,97 (+20.58,37) |

### Schaatsen
| Olympiër                | Discipline | Resultaat | Prestatie          |
| ----------------------- | ---------- | --------- | ------------------ |
| Tömörbaataryn Njamdavaa | 500 m (m)  | 35e       | 42,41 (+4,38)      |
| Tömörbaataryn Njamdavaa | 1000 m (m) | 37e       | 1.24,84 (+9,66)    |
| Tömörbaataryn Njamdavaa | 1500 m (m) | 31e       | 2.11,51 (+16,07)   |
| Tömörbaataryn Njamdavaa | 5000 m (m) | 29e       | 8.07,68 (+1.05,39) |
| Dorjiin Tsenddoo        | 500 m (m)  | 34e       | 41,68 (+3,65)      |
| Dorjiin Tsenddoo        | 1000 m (m) | 38e       | 1.27,00 (+11,82)   |
| Dorjiin Tsenddoo        | 1500 m (m) | 35e       | 2.19,30 (+23,86)   |

Andorra · Argentinië · Australië · België · Bolivia · Bondsrepubliek Duitsland · Bulgarije · Canada · China · Costa Rica · Cyprus · Duitse Democratische Republiek · Finland · Frankrijk · Griekenland · Groot-Brittannië · Hongarije · IJsland · Italië · Japan · Joegoslavië · Libanon · Liechtenstein · Mongolië · Nederland · Nieuw-Zeeland · Noorwegen · Oostenrijk · Polen · Roemenië · Sovjet-Unie · Spanje · Tsjecho-Slowakije · Verenigde Staten · Zuid-Korea · Zweden · Zwitserland